# Laurent Schkolnyk
Laurent Schkolnyk, né à Paris le 24 mai 1953, est un peintre et graveur français. C'est un des rares spécialistes de la manière noire en couleurs qui utilise le procédé de la trichromie.

## Biographie
Laurent Schkolnyk est né le 24 mai 1953 à Paris.
Tout en faisant des études de médecine, Laurent Schkolnyk fréquente l'école des beaux-arts de Nantes de 1971 à 1978. En 1987, il ouvre une galerie d'art consacrée à la gravure dans cette ville  tout en poursuivant son travail artistique. Il réalise d'abord des manières noires en noir et blanc, puis, à partir de 1980, en couleurs en utilisant la trichromie. Pour cela, il grave trois cuivres qu'il tire sur un même support en jaune primaire, en rouge magenta et en bleu cyan. Son thème de prédilection est la nature morte.
Il réalise ses premières expositions à Lyon, Canne et San Francisco en 1985, puis un peu partout dans le monde, au Canada, aux USA, au Japon, en Corée, en Australie...
Il est invité d'honneur en 2004 par l'Association parisienne Pointe et burin, en 2009 à la Fondation Taylor de Paris
et, en 2011, à l‘International Mezzotint Festival d'Ekaterinbourg en Russie.
Ses œuvres sont représentées dans quelques grandes institutions publiques en France et à l'étranger : 
- Cabinet des Estampes de la Bibliothèque nationale,
- Achenbach Foundation for Arts,
- Fine Arts Museum of San Francisco,
- Los Angeles County Museum of Art,
- Portland Art Museum,
- Musée de l'imprimerie (Nantes),
- Minneapolis Institute of Art,
- Cleveland Art Museum.

## Technique

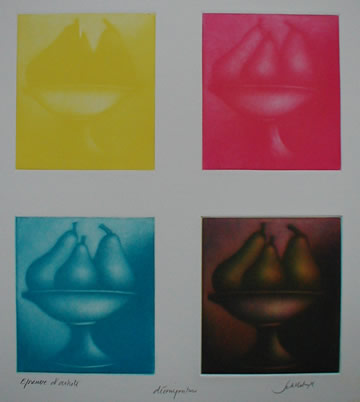
Laurent Schkolnyk, « Décomposition », manière noire en couleurs montrant le tirage en trois étapes et le résultat obtenu en bas à droite.

La technique employée par Laurent Schkolnyk pour obtenir ses estampes en couleurs est la trichromie inventée par Jacob Christoph Le Blon vers 1712.
Elle consiste à graver trois plaques de cuivre d'un même sujet que l'on tire ensuite en jaune primaire, rouge magenta et bleu cyan sur un même papier.
La superposition des trois encres donne un brun proche du noir comme le montre la photo ci-contre.

## Principales expositions
- 1985 Galerie K, Lyon ; Galerie de l'Hôtel Montfleury, Cannes ; Robert Jackson Fine Art, San Francisco.
- 1986 Galerie Bernier, Paris ; Galerie Bancho, Tokyo.
- 1987 Galerie Bourlaouen, Nantes ; Galerie des Petites Formes, Osaka ; Galerie Athena, Saint Brieuc.
- 1989 Galerie des Petites Formes, Osaka.
- 1991 Galerie Breheret, Paris.
- 1992 Galerie des Petites Formes, Osaka.
- 1993 Galerie Sanbi, Tokyo ; Galerie Fine Impressions, Seattle ; Galerie Joyce Williams, Vancouver ; Galerie Straaten, Chicago ; Galerie Stone & Press, New Orleans
- 1994 Galerie des Petites Formes, Osaka ; Galerie Borelly Edwards, Pittsburg ; Galerie Breheret, Paris.
- 1995 Galerie Rolly Michaux, Boston ; Gallery Neville Sargent, Libertyville ; Galerie Gerhard Wurser, Houston ; Galerie Sanbi, Tokyo.
- 1996 Galerie des Petites Formes, Osaka ; Gallery Bunkamura, Tokyo ; Jean Art Center, Seoul.
- 1998 Art Case Gallery, Kuala Lumpur ; Tregoning Gallery, Cleveland ; Ocean Gallery, Bangkok.
- 1999 Lucia Douglas Gallery, Bellingham ; Axia Gallery, Melbourne.
- 2000 Alpers Fine Art, Andover ; Merril Chase Galleries, Chicago.
- 2001 Buchanan Gallery, Galveston.
- 2002 Charles Hewitt Gallery, Sydney.
- 2003 Saper Galleries, East Lansing.
- 2017 Rétrospective, 30 années de gravure, galerie Fine Art, Nantes.

## Galerie

Manières noires de Laurent Schkolnyk
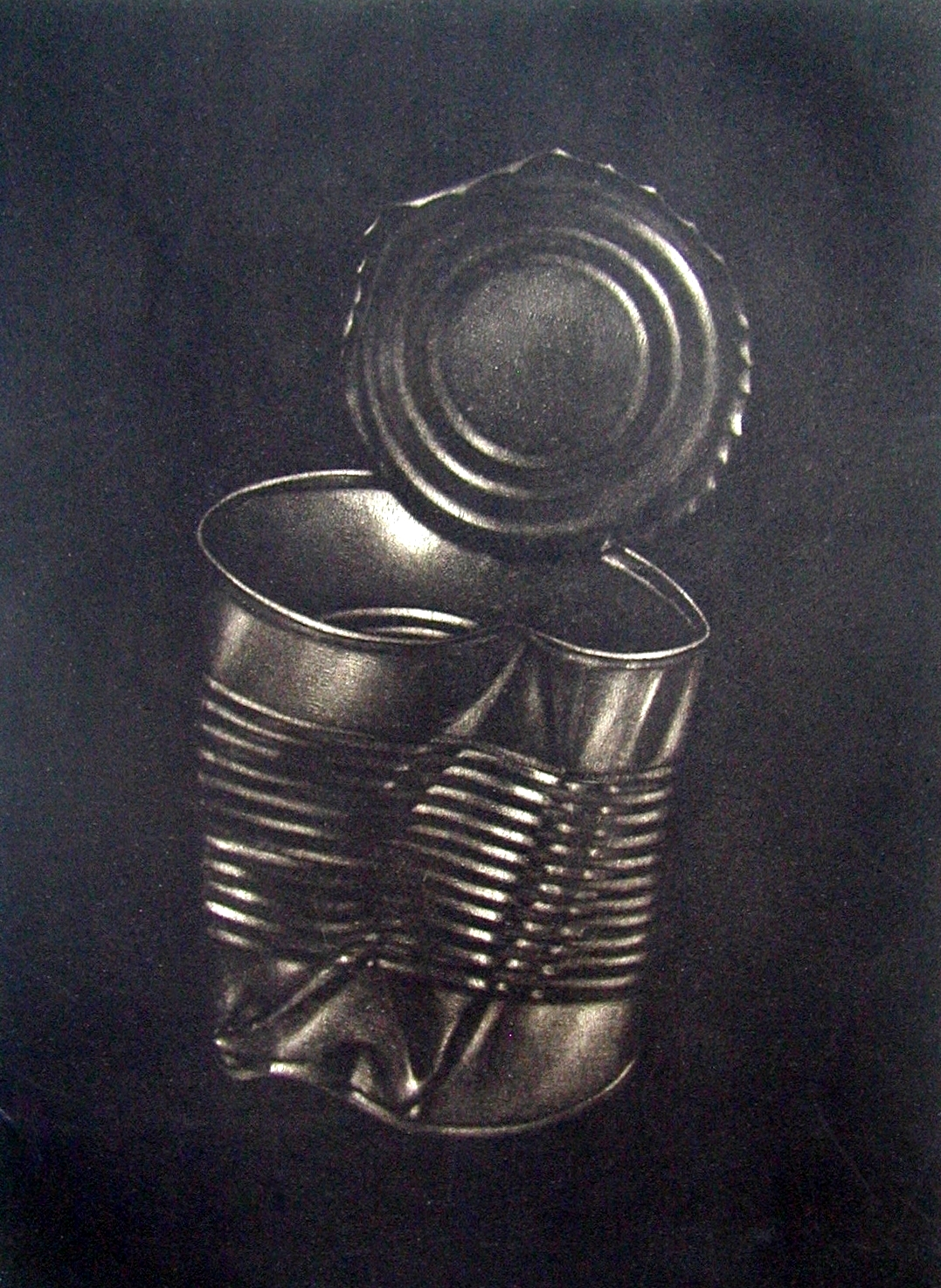
Boite de conserve », manière noire, 1982.
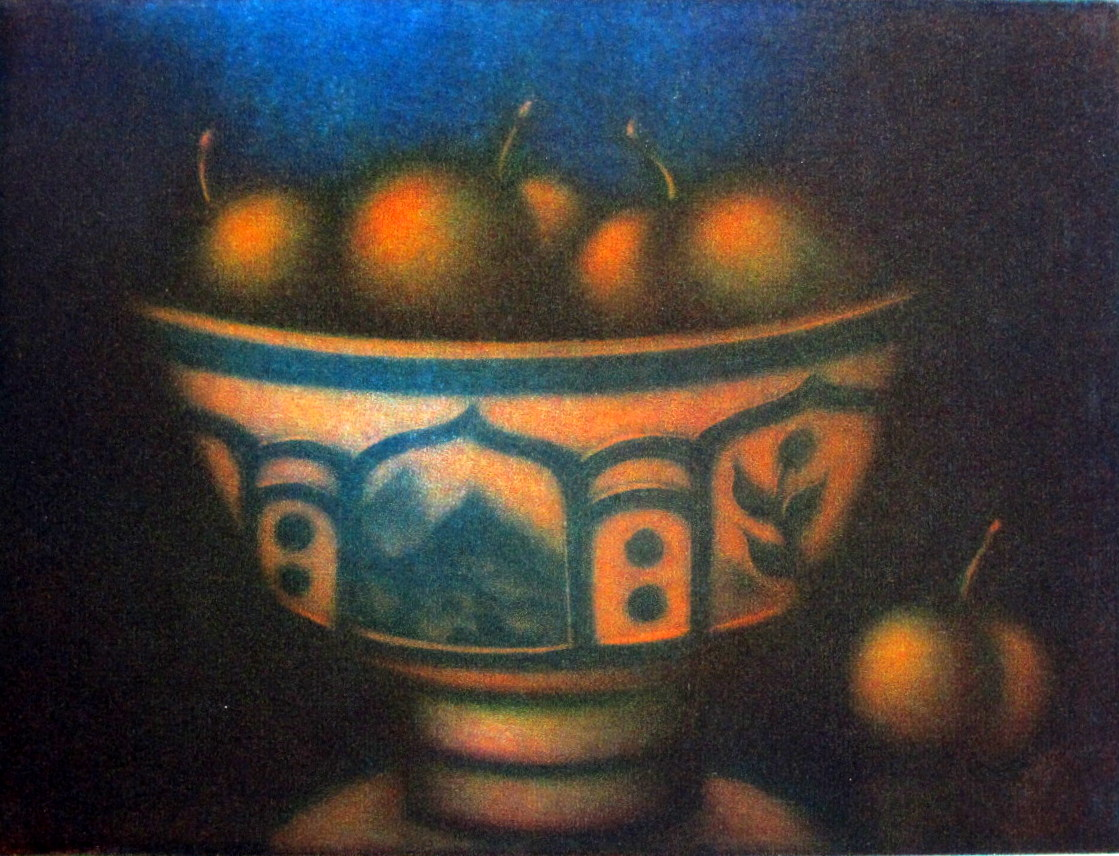
Quatre mirabelles, manière noire en couleurs, 2002.
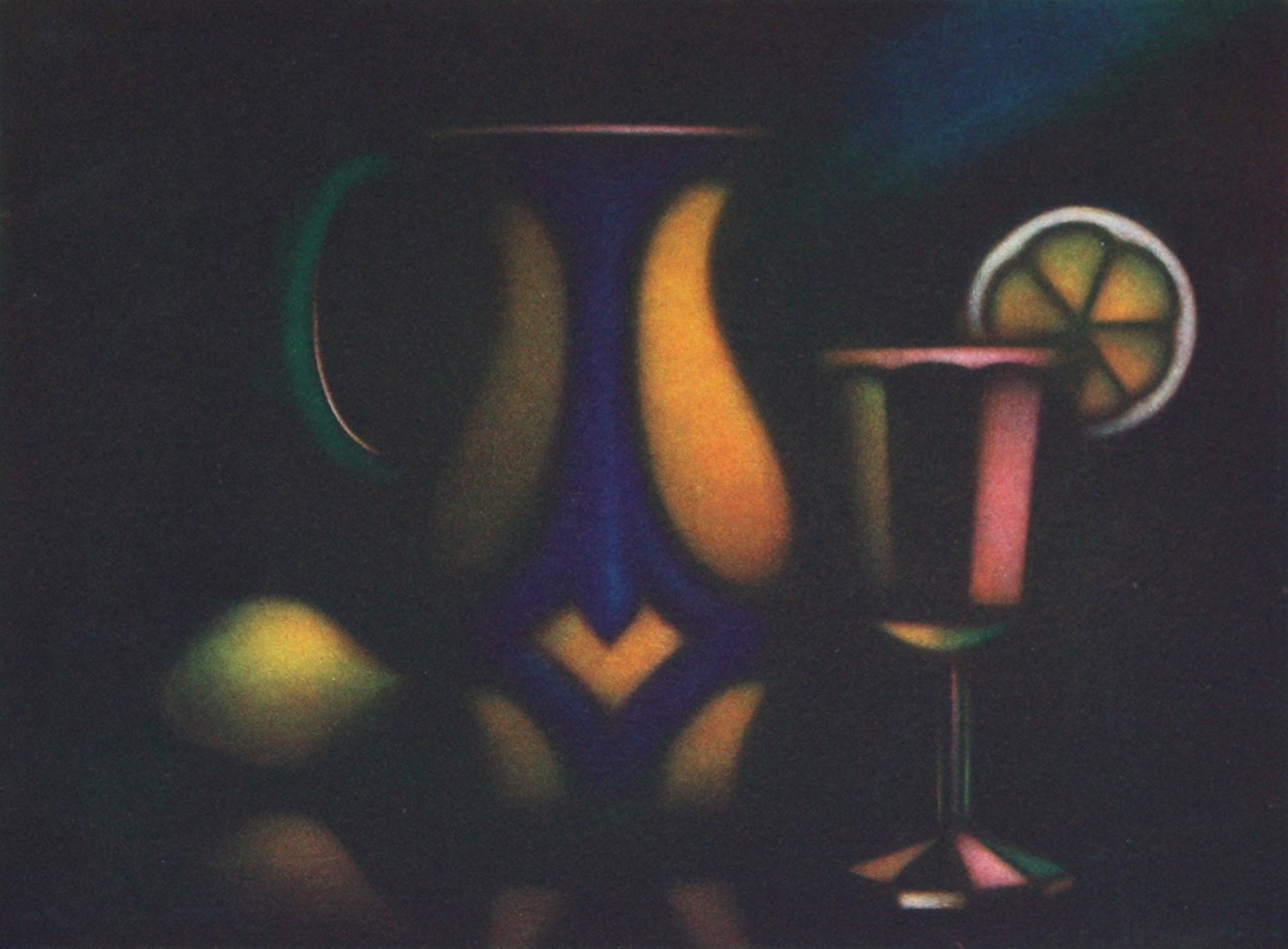
Slice of lemon, manière noire en couleurs, 1993.